# Emanuel Adebajor
Šeji Emanuel Adebajor (fr. Sheyi Emmanuel Adebayor; Emmanuel Adebayor; 26. februara 1984. u Lomeu, Togo) je togoanski fudbaler, napadač reprezentativac Toga.
Adebajor je započeo karijeru u juniorima Meca, nakon čega je prešao u Monako. 2006. godine je postao član Arsenala. Postao je glavni napadač kluba nakon odlaska Tijeria Anrija u Barselonu. 2009. godine prešao je u Mančester Siti, a veruje se da je obeštećenje iznosilo oko 25 miliona funti. Dolaskom Edina Džeka i Marija Balotelija Adebajor gubi mesto u prvom timu. Drugu polovinu sezone 2010/11. proveo je na pozajmici u Real Madridu. U narednom prelaznom roku londonski Totenhem dovodi Adebajora na jednogodišnju pozajmicu. Adebajor je sezonu završio kao četvrti strelac Premijer lige sa 17 postignutih golova i bio jedan od najboljih igrača u klubu. Zbog toga je Totenhem odlučio da otkupi njegov ugovor.